# 巴列德拉斯纳瓦斯
巴列德拉斯纳瓦斯，是西班牙卡斯蒂利亚-莱昂布尔戈斯省的一个市镇。总面积112平方公里，总人口626人（2001年），人口密度6人/平方公里。